# بخش فیروزآباد (چهاربرج)
بخش فیروزآباد یکی از بخش‌های شهرستان چهاربرج در استان آذربایجان غربی ایران است. مرکز این بخش، روستای فیروزآباد است.

## تقسیمات کشوری
- بخش فیروزآباد
  - دهستان مرحمت‌آباد میانی
  - دهستان فسندوز

## جمعیت
براساس سرشماری عمومی نفوس و مسکن در سال ۱۳۹۵، جمعیت بخش فیروزآباد برابر با ۶٬۶۶۷ نفر بوده‌است.